# Tractat de Brétigny

França després del Tractat de Brétigny

El Tractat de Brétigny es va signar el 8 de maig de 1360 a Brétigny, a prop de Chartres, entre Eduard III d'Anglaterra i Joan II de França, i conclou la primera fase de la Guerra dels Cent Anys i marca el punt màxim de l'expansió continental del Regne d'Anglaterra.
El benefici dels Anglesos seria:
- L'obtenció d'un rescat de 3 milions de lliures per a l'alliberament de Joan II de França, equivalents a la totalitat de les recaptacions del rei durant dos anys.
- Obtenció de la sobirania sobre la Guiena, Gascunya, Calais, el Poitou, el comtat de Guines, el Perigord, el Llemosí, l'Angoumois, la Saintonge i, al dependre de les terres del comtat d'Armagnac, adquireix : l'Agenais, el Carcí, el Roergue, la Bigorra i el Comtat de Gaura. En total, els Anglesos prenen la meitat del regne de França que la pau així obtinguda permet retornar al rei les capacitats de reconquerir les terres cedides.